# بولين ميلز ماكجيبون
بولين ميلز ماكجيبون (بالإنجليزية: Pauline Mills McGibbon)‏‏ (21 أكتوبر 1910 في سارنيا، أونتاريو - 14 ديسمبر 2001 في تورونتو) سياسية من كندا.

## التعليم
تعلمت بولين ميلز ماكجيبون في:
- جامعة تورنتو

## الجوائز
حصلت بولين ميلز ماكجيبون على الجوائز الآتية:
- شريك وسام كندا
- وسام أونتاريو